# Vĩnh Quỳnh
Vĩnh Quỳnh là một xã thuộc huyện Thanh Trì, thành phố Hà Nội.

## Địa giới hành chính
Xã Vĩnh Quỳnh nằm ở trung tâm huyện Thanh Trì. Ranh giới hành chính như sau:
- Phía đông giáp các xã Tứ Hiệp và Ngũ Hiệp
- Phía nam giáp các xã Ngọc Hồi và Đại Áng
- Phía tây giáp xã Tả Thanh Oai
- Phía bắc giáp xã Tam Hiệp và thị trấn Văn Điển.

## Lịch sử
Vào đầu thế kỉ 19, nơi đây là phần đất các làng: Quỳnh Đô (một xã của tổng Cổ Điển) và Vĩnh Hưng Đặng (một xã đứng đầu tổng Vĩnh Hưng Đặng), đều thuộc phủ Thường Tín, trấn Sơn Nam Thượng (từ năm 1831 trở đi là tỉnh Hà Nội, từ 1904 là tỉnh Hà Đông),.
Đầu năm 1946, sau cuộc bầu cử Hội đồng nhân dân cấp xã, hai làng Vĩnh Ninh và Quỳnh Đô nhập lại thành xã Vĩnh Quỳnh. Trong kháng chiến chống Pháp, xã Vĩnh Quỳnh nằm trong xã Việt Hưng, Đại Hưng (gồm 11 làng), đến tháng 7- 1956, liên xã Đại Hưng được chia thành 3 xã, trong đó có xã Đại Hưng gồm các thôn: Vĩnh Ninh, Quỳnh Đô và Ích Vịnh, năm 1968 đổi là xã Vĩnh Quỳnh.

## Làng Vĩnh Ninh
Làng Vĩnh Ninh xa xưa có tên là trang Vĩnh Hưng Đặng, nên còn có tên Nôm là Kẻ Đặng. Đầu thế kỷ XIX là một xã đứng đầu tổng (tổng Vĩnh Hưng Đặng gồm 5 xã: Vĩnh Hưng Đặng, Đại Áng, Nguyệt Áng, Vĩnh Bảo và Vĩnh Hưng Trung) thuộc huyện Thanh Trì, phủ Thường Tín, trấn Sơn Nam Thượng. Cuối thế kỷ XIX, xã Vĩnh Hưng Đặng đổi thành Vĩnh Ninh, tên tổng cũng được đổi theo tên xã. Năm 1926 làng có 1645 nhân khẩu.
Tục truyền, làng Vĩnh Ninh hình thành từ thời Hùng Vương (di chỉ khảo cổ học Chùa Thông có niên đại cách đây 2400 năm, nằm sát làng góp phần chứng minh điều đó). Theo thần phả thì vào thời Hùng Vương thứ sáu, dân làng đã theo Xà Công và Bạch Công đánh giặc Ma Lôi và Xích Tỵ (giặc Mũi Đỏ). Cả hai vị được dân làng thờ làm thanh hoàng. Thực ra, hai vị thành hoàng vốn là các vị thần liên quan đến việc thờ thần nước (Xà Công = Ông Rắn) và thần đất (Bạch Công = Ông Đất - Thổ Địa) - vốn là biểu hiện tín ngưỡng cổ xưa của cư dân nông nghiệp ruộng nước.
Năm 40 sau Công nguyên, Hai Bà Trưng phất cờ khởi nghĩa, đập tan ách đô hộ của nhà Hán, thu lại 65 thành trì rồi lên làm vua. Hai Bà đã về làng Vĩnh Ninh, gặp người con gái làng là Nàng Tía, có tài thao lược, liễn vời về triều, giao nhiệm vụ huấn luyện binh sĩ, chuẩn bị đánh địch. Năm 43, quân Hán do Mã Viện chỉ huy sang chiếm lại nước ta. Nàng Tía được Hai Bà Trưng giao chỉ huy một cánh quân lớn chặn địch ở cửa biển Thần Phù. Bà đã chiến đấu rất dũng cảm và hy sinh tại đây. Dân làng thương tiếc lập đền thờ, sau đưa về đình thờ làm thành hoàng.
Dân làng Vĩnh Ninh chủ yếu sống bằng làm ruộng và khai thác nguồn thủy sản trong đồng trũng. Một số buôn bán ở nội thành, phố Văn Điển và các chợ trong vùng.
Làng Vĩnh Ninh sớm tiếp thu ánh sáng cách mạng. Từ cuối năm 1938, tại đây đã có một số thanh niên, giáo chức và cả chức dịch tiến bộ giắc ngộ cách mạng. Tháng 4 - 1940, khi cơ quan của Xứ ủy Bắc Kỳ đóng tại Nam Hoài Đức bị lộ, thì Vĩnh Ninh là nơi trú chân của một bộ phận cơ quan Xứ. Một Tỉnh ủy viên Hà Đông trong vai một thầy lang chữa bệnh đã đến Vĩnh Ninh, dựa vào mối quen biết với một viên Chánh tổng người làng này đã mở cửa hiệu thuốc Bắc tại đây, làm trạm liên lạc của Xứ ủy. Đồng chí Hoàng Văn Thụ - Bí thư Xứ ủy từng đến đây trong vai con bệnh để bàn với các cán bộ của Xứ để bàn các công việc chung. Từ cửa hiệu thuốc Bắc này, Xứ ủy đã xây dựng được trạm liên lạc của Xứ tại một quán cơm ở phố Văn Điển, để chỉ đạo phong trào cách mạng ở huyện Thanh Trì.
Vĩnh Ninh là quê hương của Thượng tướng Vương Thừa Vũ - một vị tướng của Quân đội nhân dân Việt Nam.

## Làng Quỳnh Đô
Làng Quỳnh Đô tên Nôm là Giả Quỳnh hay Kẻ Đô. Đầu thế kỷ 19, làng cũng là một xã của tổng Cổ Điển, phủ Thường Tín, trấn Sơn Nam Thượng. Đầu năm 1946, sau cuộc bầu cử Hội đồng nhân dân cấp xã, làng nhập với làng Vĩnh Ninh thành xã Vĩnh Quỳnh.
Quỳnh Đô nằm ở vị trí giao thông thủy bộ quan trọng. Về đường bộ, làng nằm trên một nhánh đường Thiên Lý từ phía Nam rẽ về các làng: Ngọc Hồi, Yên Kiện, Lạc Thị, Vĩnh Ninh, Quỳnh Đô, nối với đường 70 từ thị xã Hà Đông- Văn Điển, rồi lại theo đường Cầu Tiên- Quán Sét, lên Chợ Mơ vào Thăng Long.
Về đường thủy, làng nằm bên bờ sông Tô Lịch. Bến Quỳnh Đô xưa kia rộng rãi, bằng phẳng, kề cận sông rộng (thuyền có trọng tải một vài tấn đều đi được), có Cầu Giả (cầu Quỳnh Đô) xây bằng gạch bắc qua, vừa để nhân dân đi lại thuận tiện, vừa tạo ra nét đẹp duyên dáng, mềm mại cho dòng sông. Sông đã rộng, nước lại vừa trong và mát, hợp cùng với làng xóm, ruộng đồng thành một cảnh quan thơ mộng. Nhiều người coi bến Quỳnh Đô chính là Bến Thanh Trì- một trong "Thăng Long bát cảnh" (tám cảnh đẹp của Thăng Long) mà người Thanh (Trung Quốc) từng vịnh thơ ca ngợi cuối thế kỷ XVIII. Với vị trí đẹp và thuận tiện này nên suốt thời Lê (1428 - 1787), làng Quỳnh Đô là lỵ sở của huyện Thanh Trì. 
Dân làng Quỳnh Đô sống bằng nông nghiệp, ngoài ra còn đánh bắt tôm cá trong đồng trũng. Nhờ có nguồn tôm cá này mà làng có nghề làm nước mắm với sản phẩm có uy tín trong vùng ("Nước mắm Kẻ Đô, cá rô Đầm Sét"). 
Người làng Quỳnh Đô có truyền thống thượng võ. Đây là đất vật nổi tiếng ("Lò vật Quỳnh Đô, giỏ cua Cổ Điển"). 
Làng Quỳnh Đô có ngôi đình thờ vọng Tô Hiến Thành (1102 - 1179) - vị Thái úy Phụ chính thời Lý, dưới hai triều Anh Tông (1138 - 1175) và Cao Tông (1176 - 1179) và ngôi chùa Linh Thông dựng từ thời Lê nhưng được sửa chữa nhiều vào thời Nguyễn. Cả đình và chùa đã được xếp hạng là Di tích lịch sử văn hóa (năm 1989).
Một bộ phận lớn diện tích đồng ruộng làng Quỳnh Đô nằm trong khu vực Đầm Mực - địa danh đã đi vào lịch sử chống ngoại xâm hào hùng của dân tộc. Rạng sáng mồng 5 Tết Kỷ Dậu (30 - 01 - 1789), quân Tây Sơn do Quang Trung chỉ huy công phá đồn Ngọc Hồi, quân Thanh đại bại, một bộ phận lớn quân địch tháo chạy tán loạn theo đường cái quan về Quỳnh Đô, Ích Vịnh; bị quân của Đô đốc Bảo ém ở làng Đại Áng hành quân lên chặn lại; một cánh khác chạy về hướng Văn Điển bị một cánh quân khác từ Yên Duyên hành quân theo bờ đê sông Hồng đón lõng, phải bật trở lại. Quân Thanh ở cả hai hướng này bị dồn vào Đầm Mực (phía Tây làng Quỳnh Đô) và bị tiêu diệt gần hết. Quân Tây Sơn thừa thắng, tiến vào Khương Thượng - Đống Đa, giải phóng Kinh thành Thăng Long vào chiều mồng 5 Tết.